# Ghantakarna Mahavira
 (janvier 2015).

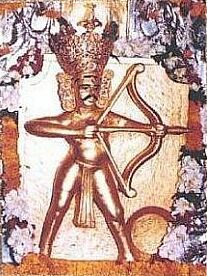
Le demi-dieu Ghantakarna Mahâvîra.

Ghantakarna Mahivira est une déité du panthéon du jaïnisme. Il fait partie des demi-dieux. Comme sa fin de nom l'indique par le mot vira, c'est un héros. Son nom signifie littéralement : Grand héros aux oreilles en cloche. En fait, il fait partie des gardiens des jinas, les Êtres éveillés qui peuplent le paradis, les Cieux de la cosmographie jaïne. Leur création viendrait de la plus haute antiquité comme Padmavati. Ils ont été très vénérés au Moyen Âge.
Aujourd'hui encore lors du festival de Divali, une cérémonie autour du feu est célébrée pour Ghantakarna Mahâvîra.
Un temple très connu de ce héros se situe à Mahudi dans le district de Gandhinagar, État du Gujarat, en Inde.